# 514107 Kaʻepaokaʻāwela
514107 Kaʻepaokaʻāwela è un asteroide della fascia principale. Scoperto nel 2014, presenta un'orbita caratterizzata da un semiasse maggiore pari a 5,1293530 au e da un'eccentricità di 0,3787290, inclinata di 163,12713° rispetto all'eclittica.
Ha presto destato l'interesse dei ricercatori per essere in configurazione co-orbitale con Giove e in moto retrogrado. In effetti, è stato il primo asteroide ad essere scoperto con queste caratteristiche.
L'asteroide prende il nome da una parola hawaiiana che indica il moto retrogrado.

## Scoperta
L'asteroide 2015 BZ509 è stato scoperto il 26 novembre 2014 nell'ambito del programma di ricerca degli asteroidi Pan-STARRS, situato presso l'osservatorio di Halaekala, sull'isola di Maui nell'arcipelago delle Hawaii. Possedeva una magnitudine compresa tra 22 e 23, risultando quindi estremamente poco luminoso.
Tra il 26 novembre 2014 e il 17 settembre 2017 sono state acquisite 73 osservazioni dell'asteroide, che hanno permesso di calcolarne l'orbita. L'asteroide ha ricevuto la numerazione definitiva dal Minor Planet Center con la M.P.C. 109159 del 2 marzo 2018.

## Parametri orbitali
Kaʻepaokaʻāwela percorre un'orbita retrograda, in una configurazione co-orbitale con Giove. L'asteroide, cioè, è in risonanza orbitale 1:-1 col pianeta.
L'asteroide completa un'orbita in 11,65 anni, da confrontare con gli 11,86 anni impiegati da Giove per completare la propria orbita. Durante un anno gioviano, il pianeta percorre un angolo giro, mentre l'asteroide percorre 366,3° nella direzione opposta.
L'orbita presenta inoltre un'eccentricità pari a 0,38 e un'inclinazione rispetto al piano dell'eclittica di 163°. In conseguenza di queste caratteristiche, l'asteroide passa dall'interno all'esterno dell'orbita di Giove e viceversa. I due oggetti eseguono periodicamente degli incontri ravvicinati, durante i quali potrebbero raggiungere potenzialmente una distanza minima di circa 33 milioni di chilometri (0,227154 UA, corrispondenti alla MOID tra le due orbite). Ad ogni incontro, i parametri orbitali dell'asteroide sono leggermente alterati. In ventimila anni, la differenza tra l'angolo formato tra la posizione dell'asteroide e il suo perielio (l'anomalia vera) e l'angolo formato tra la posizione di Giove e quella del perielio dell'asteroide tende ad oscillare attorno allo zero con un periodo di 660 anni e un'ampiezza di 125°.
I diagrammi a sinistra mostrano un'orbita completa dell'asteroide in un sistema di riferimento eliocentrico, solidale con Giove (nel quale Giove appare cioè fisso nello spazio). Nell'immagine in alto, l'orbita viene osservata dal polo nord celeste. In verde è mostrata l'orbita della Terra ed in nero quella di Giove, la cui posizione è indicata col pallino rosso. L'orbita dell'asteroide è mostrata in blu quando è al di sopra del piano orbitale di Giove e in magenta quando è al di sotto. Nel diagramma in basso, la stessa scena è vista di lato, con analogo significato dei colori.
Nonostante l'orbita dell'asteroide sia soggetta alle perturbazioni gravitazionali di Giove, essa risulta stabile su periodi di milioni di anni. Simulazioni al computer eseguita da Paul Wiegert e colleghi suggeriscono che la relazione co-orbitale con Giove sia stata stabilita da almeno un milione di anni e rimarrà tale per un altro milione. Ulteriori simulazioni numeriche eseguite da Fathi Namouni ed Helena Morais suggeriscono che l'orbita di 2015 BZ509 possa essere stata stabile per tutta la durata del sistema solare. Ciò ha importanti implicazioni sull'origine dell'asteroide stesso.

## Formazione
Il fatto che l'orbita di Kaʻepaokaʻāwela risulti stabile su periodi di milioni di anni introduce delle difficoltà nell'individuarne delle possibili origini. È stato suggerito infatti che l'oggetto fosse un centauro o appartenesse alla famiglia delle comete di Halley e che sia stato catturato gravitazionalmente dal pianeta. Tuttavia nel 2017 non è stata rilevata alcuna attività cometaria. Se così fosse, non sarebbe possibile risalire alla sua sede di formazione, perché la caoticità introdotta dall'attraversamento della regione del sistema solare esterno lo renderebbe impossibile. Andrebbe però notato che finora non è stata generalmente osservata una stabilità orbitale così lunga per tali oggetti.
Considerando inoltre i risultati delle simulazioni che suggeriscono che l'orbita di 2015 BZ509 possa essere stata stabile per tutta la durata del sistema solare, Fathi Namouni ed Helena Morais suggeriscono che l'asteroide possa avere avuto origine in un sistema planetario differente dal nostro e sia stato in seguito catturato da Giove. Se questa ipotesi fosse corretta, dovrebbe poter essere possibile individuare in futuro oggetti analoghi su orbite eliocentriche polari.

## Caratteristiche fisiche
Kaʻepaokaʻāwela possiede una magnitudine assoluta pari a 16,0. Ipotizzando che abbia la stessa albedo degli asteroidi troiani di Giove, il suo diametro risulterebbe di circa 3 chilometri.